# Psilocerea harmonia
Psilocerea harmonia är en fjärilsart som beskrevs av Louis Beethoven Prout 1932. Psilocerea harmonia ingår i släktet Psilocerea och familjen mätare. Inga underarter finns listade.